# Іворн
Іворн (фр. Yvorne) — громада  в Швейцарії в кантоні Во, округ Егль.

## Географія
Громада розташована на відстані близько 80 км на південний захід від Берна, 34 км на південний схід від Лозанни.
Іворн має площу 12,2 км², з яких на 9,7% дозволяється будівництво (житлове та будівництво доріг), 47,5% використовуються в сільськогосподарських цілях, 39,5% зайнято лісами, 3,3% не є продуктивними (річки, льодовики або гори).

## Демографія
2019 року в громаді мешкало 1067 осіб (+8,7% порівняно з 2010 роком), іноземців було 18,7%. Густота населення становила 87 осіб/км².
За віковим діапазоном населення розподілялося таким чином: 20,6% — особи молодші 20 років, 60,9% — особи у віці 20—64 років, 18,5% — особи у віці 65 років та старші. Було 466 помешкань (у середньому 2,3 особи в помешканні).
Із загальної кількості 557 працюючих 218 було зайнятих в первинному секторі, 70 — в обробній промисловості, 269 — в галузі послуг.